# Wáshington Etchamendi
Wáshington Etchamendi (Soto, 2 de março de 1921 — Santiago de Cali, 30 de maio de 1976) foi um treinador e ex-futebolista uruguaio, conhecido tanto por seu jeito brincalhão e suas anedotas, como por suas realizações, sendo os títulos de tricampeão uruguaio (entre 1970 e 1972) e campeão da América e do Mundo (em 1971), com o Nacional do Uruguai, os seus triunfos mais marcantes.

## Carreira

### Como jogador
Uruguaio da cidade de Soto e criado no bairro montevideano de La Aguada, nunca chegou a jogar futebol profissional. Construiu apenas uma curta carreira sem muito destaque no futebol amador até seus 19 anos, que se encerrou com uma grave lesão no joelho, afastando-o definitivamente das quatro linhas.

### Como treinador
Depois de iniciar suas atividades como técnico de Defensor Sporting e Liverpool, ambos de Montevidéu, fez uma vasta carreira por equipes como Colón, Unión de Santa Fe e Los Andes, todos da Argentina. Em seguida, retornou ao seu país natal, onde dirigiu Cerro, Bella Vista e Nacional. Neste último clube, obteve seus maiores e mais importantes títulos.
Entre outros trabalhos, liderou a Seleção Paraguaia e também serviu o León, do México. Voltando ao Uruguai e, antes de ir para o León, comandou brevemente o Montevideo Wanderers.

## Títulos[3]

### Como treinador
Nacional
- Copa Montevidéu: 1970
- Trofeo 2º Carnaval del Fútbol de México: 1971
- Campeonato Uruguaio: 1970, 1971 e 1972
- Copa Libertadores da América: 1971
- Copa Intercontinental: 1971
- Copa Interamericana: 1971
- Trofeo Círculo Periodismo Deportivo de Colombia: 1972
- Trofeo Supermillonaria (versus Deportivo Cali): 1972

## Campanhas de destaque

### Como treinador
Nacional
- Copa Libertadores da América: 1968 (vice-campeão)

Seleção Uruguaia
- Taça Independência: 1972 (8° lugar)

## Morte
No início de 1976, ele chegou a direção técnica do Deportivo Cali, contratado pelo presidente Alex Gorayeb. No domingo, 30 de maio, cumpria-se no Estádio Olímpico Pascual Guerrero, em Cali, a quinta rodada do returno do Torneo Apertura do Campeonato Colombiano. O Deportivo Cali chegava nesse jogo ocupando o segundo lugar no torneio com 20 pontos (compartilhado com o Millonarios), enquanto o Santa Fe vinha logo atrás, na terceira colocação.
Quando o cronômetro marcou de 17 minutos e 57 segundos, o técnico Wáshington Etchamendi caiu desmaiado, vítima de um ataque cardíaco fulminante. Imediatamente, foi ajudado pelo gerente da entidade e outros que estavam com o treinador, mas a ambulância que entraria no estádio e o levaria para o Hospital Universitário Del Valle Evaristo García só alcançou a chamada Puerta de Marathón do estádio, pois a pista de atletismo não poderia ser pisada por qualquer veículo. Sua morte foi confirmada às 6h30min, antes de chegar ao hospital.

## Vida pessoal
Filho de María Sosa e Luciano Etchamendi, era o mais velho de quatro irmãos: Luis Alberto, Ramón (ex-jogador e ex-treinador de basquetebol) e Luciano.
Casado com Esther Royano, teve três filhos: María, Silvia e Lucio.